# Trichoniscoides catalonensis
Trichoniscoides catalonensis là một loài chân đều trong họ Trichoniscidae. Loài này được Schmoelzer miêu tả khoa học năm 1965.